# Cape (sport)
Pour les articles homonymes, voir Cape.

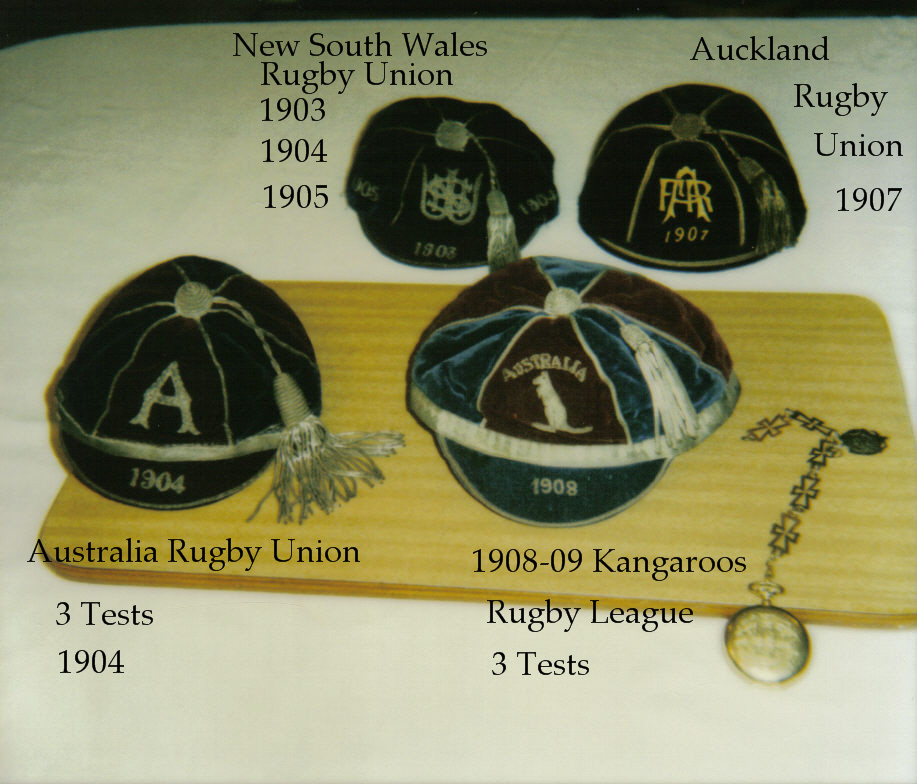
Casquettes ou capes décernées pour la participation à un test match (Rugby Union = XV, Rugby League = XIII)

Une cape est le terme anglais qui désigne une casquette. Celle-ci symbolise la sélection d'un sportif dans l'équipe nationale de son pays. Ce terme est particulièrement utilisé au rugby (rugby à XV et rugby à XIII) ainsi qu'au football. 
Cette tradition a été inventée en Angleterre, avant d'être adoptée en France[réf. souhaitée]. En revanche, dans l'hémisphère sud (Afrique du Sud, Australie, Nouvelle-Zélande), on a adopté la coutume du blazer portant l'écusson de la fédération nationale, remis au joueur lors de sa première sélection.
Ainsi, on dira par exemple que Thierry Henry compte 123 capes avec l'équipe de France de football ou que Jonny Wilkinson compte 91 capes avec l'équipe d'Angleterre de rugby à XV et 6 avec l'équipe des Lions britanniques et irlandais de rugby à XV.
La cape exposée au musée anglais du rugby à Twickenham est celle d'Arthur Guillemard[réf. souhaitée], membre fondateur de la fédération anglaise dont il devient président, qui a joué, avec l'équipe d'Angleterre, le premier match international de rugby entre l'équipe d'Écosse et l'équipe d'Angleterre le 27 mars 1871.